# Artigliere (1937)
«Артільєре» (італ. Artigliere) — військовий корабель, ескадрений міноносець 1-ї серії типу «Сольдаті» Королівських ВМС Італії за часів Другої світової війни.

## Історія створення
«Артільєре» закладений 15 лютого 1937 року на верфі компанії Odero-Terni-Orlando у Ліворно. 14 листопада 1938 року увійшов до складу Королівських ВМС Італії. 

## Історія служби
Есмінець «Артільєре» брав участь у навчально-бойових походах та військово-морському параді 1939 року в Неапольській затоці на честь регента Югославії.

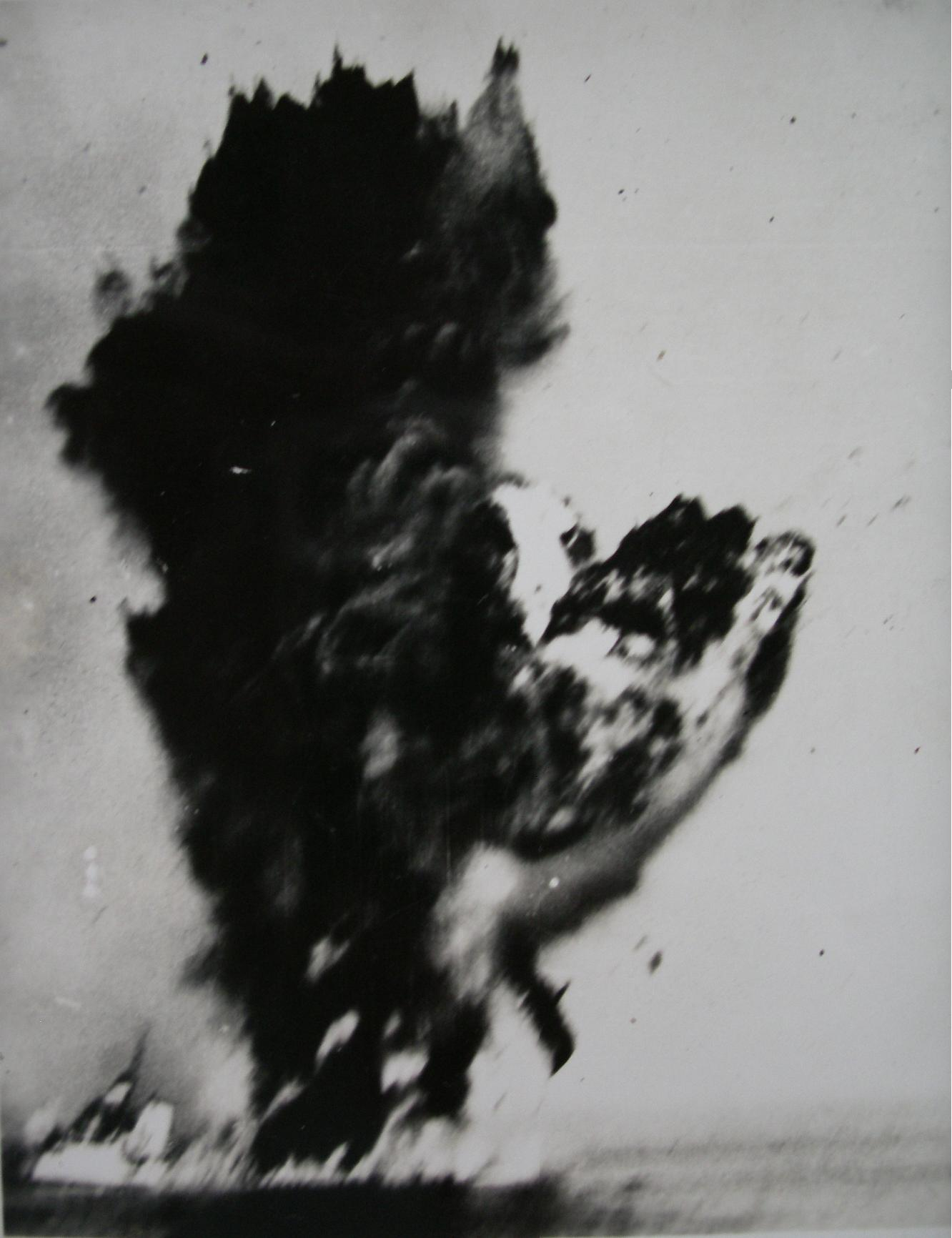
Вибух італійського есмінця «Артільєре» від влучення торпеди з британського легкого крейсеру «Йорк». 12 жовтня 1940

На початку Другої світової війни включений до 11-ї ескадри есмінців, разом з однотипними «Каміча Нера», «Дженьєре» та «Ав'єре».
Есмінець брав активну участь у битвах Другої світової війни на Середземноморському театрі дій, бився у бою біля Калабрії, під час нападу британського флоту на Геную та Спецію, супроводжував власні та переслідував ворожі конвої транспортних суден.
11 жовтня 1940 року в ході патрулювання силами 4 есмінців та 3 міноносців на південний схід від Сицилії, італійське морське формування наразилось на 2 ворожі крейсери: важкий «Йорк» та легкий «Аякс». У ході бою, що спалахнув, британські кораблі пошкодили «Артільєре», а зранку 12 числа він покинутий командою, був потоплений торпедою з важкого крейсера «Йорк».